# Hinterer Seelenkogel
Hinterer Seelenkogel (wł. Cima delle Anime) – szczyt w Alpach Ötztalskich, części Centralnych Alp Wschodnich. Leży na granicy między Austrią (Tyrol) a Włochami (Południowy Tyrol). W pobliżu znajdują się jeszcze dwa szczyty o nazwie Seelenkogel. Są to: Mittlere Seelenkogel (3426 m) i Vordere Seelenkogel (3290 m). Sąsiaduje z Hochwilde. Od wschodu szczyt przykrywa lodowiec Wasserfall, a od zachodu Seelenferner.
Szczyt można zdobyć drogami ze schroniska Langtalereck Hütte (2450 m) lub Zwickauer Hütte (2989 m). Pierwszego wejścia dokonano w 1870 r.